# Професор латинскога
„Професор латинскога” је југословенски ТВ филм из 1977. године. Режирао га је Звонимир Бајсић а сценарио је написао Иван Сламниг.

## Улоге
| Глумац             | Улога               |
| ------------------ | ------------------- |
| Шпиро Губерина     | Професор латинскога |
| Ивица Иванец       |                     |
| Бено Мајер Вехлачк |                     |
| Иван Кушан         |                     |
| Томислав Дурбешић  |                     |
| Зинка Батушић      |                     |